# Støvset
Støvset est une localité du comté de Nordland, en Norvège.

## Géographie
Administrativement, Støvset fait partie de la kommune de Bodø.